# Орден Улыбки
О́рден Улы́бки (пол. Order Uśmiechu) — вначале польская, а затем международная награда, присуждаемая известным людям, которые приносят детям радость. Это врачи, писатели, педагоги, музыканты, известные политики и религиозные деятели.

## Описание ордена
Орден выполнен в виде медали, покрытой голубой эмалью с изображением улыбающегося солнца. Орденская лента из белого муара с изображением цветов.

## История ордена Улыбки
В 1968 году польский журнал «Kurier Polski» основал этот орден, который присуждался людям, приносящим детям радость. Особенностью ордена было то, что рыцарей ордена избирали дети. В 1979 году, когда проводился Год ребёнка, Генеральный секретарь ООН Курт Вальдхайм придал этому ордену статус международного. С момента основания ордена его рыцарями стали 903 человека из 45 стран. В 1996 году в польском городе Рабка-Здруй был основан музей, посвящённый истории ордена Улыбки.

## Церемония награждения
Награда в виде ордена с изображением улыбающегося солнца вручается в Польше Международной Капитулой Ордена Улыбки, расположенным в Варшаве. Капитула выбирает победителей из числа заявок, поданных детьми (до 18 лет) со всего мира. Кавалером Ордена Улыбки становится взрослый человек, чья деятельность является исключительной, экстраординарной и приносит детям наибольшую радость, а зачастую спасает им жизнь.
Орден вручается дважды в год - весной и осенью. Орден не вручается умершим людям.
Право на использование титула кавалера Ордена Улыбки предоставляется только лицам, которым он был вручен в соответствии с церемониями. В исключительных случаях канцлер Капитулы может согласиться на отступление от традиционной церемонии, как это произошло в случае с Папой Римским Иоанном Павлом II, Кристиной Фельдман (она умерла до награждения, поэтому орден был вручен посмертно) и королем Саудовской Аравии Абдаллой бен Абдель Азизом Аль Саудом.
На июнь 2025 года состав Капитулы насчитывает 43 человека, большинство из которых являются гражданами Польши, однако в составе есть представители Австралии, Беларуси, Великобритании, Замбии, Израиля, Канады, Литвы, Германии, Португалии, Румынии, Судана, США, Туниса, Украины и Японии. В ходе церемонии вручения награды лауреат с улыбкой выпивает стакан лимонного сока.

## Известные кавалеры ордена Улыбки
Самым молодым рыцарем ордена стала в 2016 году Малала Юсуфзай в возрасте 19 лет, а самым пожилым — Ирена Сендлер в 2007 году в возрасте 97 лет.